# Maxim
A Maxim a latin Maximus családnévből származik, jelentése: a legnagyobb. Női párja: Maxima

## Gyakorisága
Az 1990-es években szórványos név, a 2000-es években nem szerepel a 100 leggyakoribb férfinév között.

## Névnapok
- április 14.[2]
- május 29.[2]
- június 25.[2]
- augusztus 13.[2]
- november 19.[2]

## Híres Maximok
- Jablonszki Maxim, a vörösterror hírhedt alakja

Makszim Jurjevics Trosin - orosz énekes, költő
- Maxim Kuznyecov - orosz származású DJ. Világ szerte ismert és elismert DJ és zeneszerző.